# Ourapteryx cretacea
Ourapteryx cretacea là một loài bướm đêm trong họ Geometridae.